# Carex baileyi
Espèce
Classification phylogénétique
Carex baileyi est une espèce de plantes du genre Carex et de la famille des Cyperaceae.